# Wydobycie
Wydobycie – siódmy album studyjny grupy One Million Bulgarians, wydany 12 grudnia 2012 o godz. 12:12 w formie cyfrowej, dostępny na stronach internetowych Zespołu.
Album zawiera 18 nowych kompozycji studyjnych przygotowanych w różnych składach. Utwór „A Means To an end” jest coverem zespołu Joy Division.

## Lista utworów
1. „A Means To an end” (cover Joy Division) – 4:11
2. „Cywilizacja” – 3:35
3. „Inaczej” – 4:02
4. „Wejdź w trans!!” – 3:15
5. „Milion Mix” – 1:14
6. „Nowy lepszy świat”– 3:52
7. „Przyjacielu” – 3:38
8. „Superszczęśliwi” (instr.) – 3:51
9. „Ostatni raz” – 3:40
10. „Sklep z czasem” – 4:49
11. „Superszczęśliwi” – 3:57
12. „Superszczęśliwi” (remix) – 3:42
13. „Ty i ja” – 3:54
14. „Experyment Miłosć” – 5:11
15. „Piekło dla gwiazd” – 5:05
16. „Piekło dla gwiazd” (remix) – 5:10
17. „Rocket Man” – 3:36
18. „Samowyzwalacz” – 2:27

## Twórcy
muzycy
- Jacek Lang, Piotr Zygo, Grzegorz Strzępek, Grzegorz Pawelec, Andrzej Paprot, Grzegorz Łagodziński, Tim Sanford, Mat Vidler, Inga Habiba, Katarzyna Markiewicz, Robert Pruszkowski, David Saucedo

realizatorzy nagrań
- Marian Zych, Piotr Boczkowski, Igor Czerniawski, Piotr Wallach, Bogdan Czeluśniak, Jacek Lang